# Pista vella de Baiarri
La Pista vella de Baiarri és una pista rural que discorre pel terme municipal de Conca de Dalt, al Pallars Jussà, a l'antic terme de Claverol), en territori de l'enclavament dels Masos de Baiarri.
Arrenca de la Pista d'Hortoneda, al Coll de la Creu, des d'on surt cap al nord; ressegueix cap al nord-oest la Serra de Coll de Neda, a llevant dels Clots de la Bòfia, passa pel Coll de Neda, deixa a ponent l'Obaga de Coll de Neda i travessa la Solana de la Grallera. Tot seguit, sempre pels vessants orientals del Cap de l'Alt de Baiarri, travessa la Solana del Mig i la Solana de l'Extrem, i arriba a l'Obaga Fosca, on la pista trenca cap al nord-oest. Passa pel damunt de l'Obaga de Barrera, i arriba a la vall del barranc de les Llaus, per l'extrem nord-oest del Serrat Pelat, fins que, en travessar el barranc de les Llaus, es transforma en la Pista nova de Baiarri.